# Надвратная колокольня Десятинного монастыря
Надвратная колокольня — памятник архитектуры. Расположен в Великом Новгороде, современный адрес дома — Десятинная улица, 18 корпус 1.
Ограда монастыря образована келейными корпусами; колокольня находится по её центру. В 1788 году на этом месте была возведена деревянная колокольня, в 1811—1813 годах — каменная, которая была разобрана для возведения сохранившейся постройки 1902—1903 годов авторства Ф. И. Воронца.
По типу колокольня в неорусском стиле — «восьмерик на четверике», по бокам к ней примыкают пониженные шатровые часовня и просфорная. В декоре использованы килевидные арки, кокошники, двойные арки над проездом, шатры с валиковыми ребрами, прямоугольные уступчатые «ширинки», впадинки. Длина здания — 8,8 м, ширина 7,1, высота с крестом — 35 м.
Во время Великой Отечественной войны были утрачены шатры, кровли и перекрытия, кладка частично обветшала. Архитектурные обмеры были выполнены в начале 1970-х годов студентами ЛИСИ, Н. Н. Кузьмина разработала в 1974—1975 годах проект реставрации с использованием дореволюционных фотографий, проект был осуществлён в 1975—1976 году.
На 2008 год здание использовалось под художественные мастерские.